# لانس بيرسيفال
لانس بيرسيفال (بالإنجليزية: Lance Percival)‏ هو ممثل بريطاني، ولد في 26 يوليو 1933 في المملكة المتحدة، وتوفي في 6 يناير 2015 بلندن في المملكة المتحدة.

## وصلات خارجية
- لانس بيرسيفال على موقع IMDb (الإنجليزية)
- لانس بيرسيفال على موقع ميوزك برينز (الإنجليزية)
- لانس بيرسيفال على موقع أول ميوزيك (الإنجليزية)
- لانس بيرسيفال على موقع ديسكوغز (الإنجليزية)
- لانس بيرسيفال على موقع قاعدة بيانات الفيلم (الإنجليزية)